# Joachim-Ringelnatz-Preis

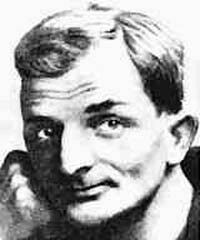
Joachim Ringelnatz (vor 1925)

Der Joachim-Ringelnatz-Preis für Lyrik bzw. Kunst (seit 2018) ist ein nach Joachim Ringelnatz benannter, von der Stadt Cuxhaven seit 2002 alle zwei Jahre verliehener Literatur- bzw. Kunstpreis. 
Der ursprüngliche Literaturpreis war mit 15.000 Euro dotiert. Zusätzlich wurde von 2002 bis 2006 ein mit 5000 Euro dotierter Nachwuchspreis verliehen, den der Hauptpreisträger bestimmte. Da dessen Sponsor sich aus der Finanzierung zurückzog, musste der Nachwuchspreis 2008 ausgesetzt werden; seit 2010 konnte er erneut verliehen werden.
Der Hauptpreis wurde durch die Stadtsparkasse Cuxhaven finanziert; den Nachwuchspreis stifteten die VGH Versicherungen.
Mit dem Joachim-Ringelnatz-Preis sollten Lyriker ausgezeichnet werden, „die einen bedeutenden, künstlerisch eigenständigen Beitrag zur deutschsprachigen Gegenwartsliteratur geliefert haben“ (lt. Vergaberichtlinien). Bis 1991 war die Auszeichnung als Publikumswettbewerb ausgeschrieben worden.
Nach einer Neukonzeption wurde der nun mit 10.000 Euro (Stand 2020) dotierte Preis 2018 erstmals in der Kategorie „Kunst“ vergeben und soll nunmehr alle zwei Jahre abwechselnd in vier Kategorien verliehen werden.

## Preisträger
- 2025: Mariana Leky
- 2023: Sarah Bosetti[3]
- 2020: Herman van Veen[4] (Preisübergabe erfolgte 2021)
- 2018: Nikolaus Heidelbach (Kategorie „Kunst“)
- 2014: Ulrike Draesner, Nachwuchspreis: Carl-Christian Elze
- 2012: Nora Gomringer, Nachwuchspreis: José F. A. Oliver
- 2010: Wulf Kirsten, Nachwuchspreis: Christian Rosenau
- 2008: Barbara Köhler
- 2006: Wolf Biermann, Nachwuchspreis: André Schinkel
- 2004: Robert Gernhardt, Nachwuchspreis: Thomas Gsella
- 2002: Peter Rühmkorf, Nachwuchspreis: Alexander Nitzberg
- 1991: Brigitte Fuchs-Frei
- 1988: Wolf Peter Schnetz, Burckhard Garbe
- 1986: Jutta Sauer, Ekkehard Zerbst, Publikumspreis: Achim Amme